# 参宿增十六
獵戶座51，又名BD+01 1105，HD 37984、SAO 113056、HR 1963，是獵戶座的一颗恒星，视星等为4.91，位于銀經203.54，銀緯-14.59，其B1900.0坐标为赤經5h 37m 18.3s，赤緯+1° -14.59′ 34″。